# Rifugio Malinvern
Il rifugio Malinvern (a volte indicato come rifugio Città di Ceva o Malinvern - Città di Ceva è un rifugio situato nel territorio del comune di Vinadio, in valle Stura di Demonte, nelle Alpi Marittime. Si trova a 1836 m s.l.m..

## Storia
Il primo rifugio Malinvern venne costruito fra il giugno e l'ottobre 1940: era una costruzione in muratura di un piano più il sottotetto, rivestimento interno in masonite e copertura in lamiera zincata. Dotato di stufe per il riscaldamento ed acqua corrente, aveva capienza di diciotto posti. Venne saccheggiato ed incendiato da vandali dopo i fatti dell'8 settembre 1943.
L'edificio odierno venne costruito negli anni novanta ed è stato inaugurato il 15 settembre 2002 per iniziativa della sezione CAI di Ceva che ne mantiene la gestione. Prende il nome dalla Testa Malinvern, la quale si trova nei pressi della struttura.

## Caratteristiche e informazioni
L'edificio è costituito da una struttura di due piani in muratura, con un'ampia vetrata sul lato della facciata. I posti letto sono disposti nei due piani, suddivisi fra una stanza a due posti, due da tre posti, due camere da sei posti e due camerate da nove posti. Ogni piano è dotato di acqua calda, servizi igienici e docce, per un totale di quattro bagni per tutta la struttura.
Il rifugio, dotato anche di impianto di riscaldamento, dispone al piano terra di una sala per i pasti e di una cucina.
L'energia elettrica è fornita da una piccola turbina idroelettrica.

## Accessi
Dall'abitato di Vinadio si segue la strada asfaltata che risale il vallone di Riofreddo; superata la diga Enel, si prosegue fino alle Grange Draculet. La strada, sterrata, presenta un divieto di accesso agli autoveicoli (sebbene sia comunque percorribile con mezzi idonei). Si prosegue seguendo la strada per circa un'ora fino al rifugio.

## Traversate
- Traversata al Rifugio Emilio Questa (3h 55', EE)[5] (nell'ambito della Via Alpina);
- Traversate nell'ambito della Grande Traversata delle Alpi[6];

Sono inoltre raggiungibili dal rifugio diversi laghi alpini, quali il lago Martel, il Lago Nero, i laghi Aver, il lago Malinvern ed infine i laghi della Paur, nonché vette come il Testa Malinvern, la cima Rossa, rocca La Paur, e Cima della Lombarda.

## Altre attività
Nelle vicinanze del rifugio è possibile praticare l'arrampicata su roccia: vi sono quindici vie attrezzate nelle immediate vicinanze, ed un'altra parete attrezzata a breve distanza.